# Toulouse libérée
Pour plus de détails, voir Fiche technique et Distribution.
Toulouse libérée est un film documentaire français réalisé par Lluch de Mons et Ismaël Girard, sorti en 1944. La date de sortie est incertaine : le film aurait été projeté pour la première fois du 18 au 21 octobre 1944, il est sorti officiellement en mars 1945.

## Synopsis
Les images du film ont été tournées du 22 août au 12 septembre 1944. Les scènes de la libération de Toulouse les 19, 20 et 21 août ont été reconstituées. Les images à partir du 22 août ont été tournées en direct : la cérémonie pour les 35 victimes des combats du 22 août, les funérailles nationales du journaliste Jacques Guillemin-Tarayre du 1er septembre, le défilé des Forces françaises de l'intérieur du 3 septembre, les déplacements de la future colonne Schneider entre les 5 et 8 septembre.
Le film présente également une reconstitution fictionnelle d'un maquis de Francs-tireurs et partisans.

## Fiche technique
- Réalisation : Lluch de Mons, Ismaël Girard
- Prises de vue : Henri E. Cabrières, L. Roulleau
- Production : une édition Front national
- Musique : Édouard Duleu, chants des Forces françaises de l'intérieur
- Montage : Jeannette Rongier

## Production
Toulouse libérée est « le fruit de la rencontre d'un Catalan réfugié, Lluch de Mons, de l'occitaniste Ismaël Girard, de Radio Toulouse libérée et du Front national (la résistance de sensibilité communiste) ». Le film est présenté comme un reportage de Radio Toulouse libérée et se termine avec le commentaire suivant : « Ici Radio Toulouse libérée, vous venez d'entendre nos informations et notre reportage sur Toulouse libérée. »
Lluch de Mons était chef des émissions en catalan et espagnol de cette radio, il créa la section cinématographique de Radio Toulouse libérée. Ismaël Girard était militant occitaniste. Les deux hommes n'étaient pas résistants, mais leur positionnement antifasciste et leurs intérêts cinématographiques les mirent en contact dès 1941. Le Front national, mouvement de résistance à ne pas confondre avec le parti d'extrême droite, produisit le film et coordonna sa sortie.

## Restauration
Une copie nitrate de Toulouse libérée, jusqu'alors entreposée à la préfecture de Haute-Garonne, intégra les collections de la Cinémathèque de Toulouse dès sa création en 1964. Dans le cadre du plan national de sauvegarde des films anciens lancé en 1991, le film a été restauré par les Archives françaises du film au début des années 2000. La Cinémathèque de Toulouse l'a numérisé et mis en ligne sur la base de données

## Analyse
Le film commence par un carton : "Ce film, première production de la France libérée, réalisé par la section cinématographique FRONT NATIONAL est dédié à la mémoire de tous les héros tombés pour la libération de la France". Les images sont accompagnées par un commentaire intitulé "récitatifs" dans le générique.
Les idées du Front national (ou front national de lutte pour la libération et l'indépendance de la France) sont présentes dans tout le film : l'action de la résistance intérieure et des FTP est mise en avant par rapport aux débarquements, les images célèbrent les combattants du peuple, les cérémonies et hommages aux martyrs sont très présentes, l'unité est célébrée. Le film se termine sur des symboles : le journal Le Patriote avec un article "Fête de l'unité", le livre L'ami des anges de René Laporte, un poste de radio, puis le drapeau français sur fond de Marseillaise.
En reconstituant à chaud des faits de résistance et le maquis, le film témoigne de l'imaginaire associé à la Résistance dès la Libération.